# Natalia Oreiro

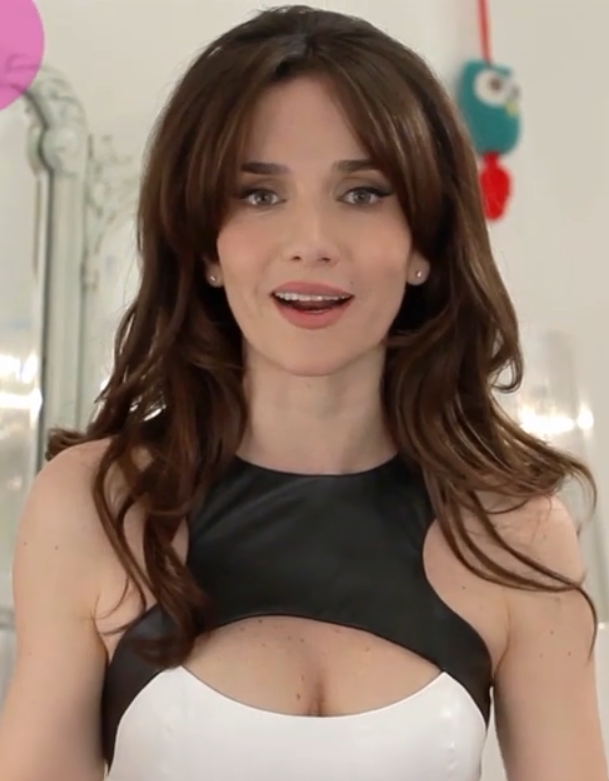
Natalia Oreiro (Dezember 2014)

Natalia Marisa Oreiro Iglesias (russisch Наталья Мариса Орейро Иглесиас, wiss. Transliteration Natalja Marisa Orejro Iglesias; * 19. Mai 1977 in Montevideo) ist eine uruguayisch-russische Schauspielerin, Sängerin, Tänzerin, Modedesignerin, Unternehmerin und Model.
Sie begann ihre Karriere als Schauspielerin in Werbespots und Jugendprogrammen und wurde durch ihre Mitwirkung in Telenovelas bekannt, die große Popularität in Lateinamerika, Zentralasien und Osteuropa erreichten.

## Diskografie
Alben
- 1999: Natalia Oreiro (BMG)
- 2001: Tu Veneno (BMG)
- 2002: Turmalina (BMG)

## Filmografie

### Fernsehen
- 1994: Inconquistable corazón
- 1994: Aprender a volar
- 1995: Dulce Ana
- 1996: 90-60-90 modelos
- 1997: Ricos y famosos
- 1998–1999: Muñeca brava
- 2002: Kachorra
- 2004: El deseo
- 2005: Botines
- 2006–2007: Sos mi vida
- 2007: Patito feo (Cameo-Auftritt)
- 2008–2009: Amanda O
- 2013: Solamente vos
- 2022: Iosi, el espía arrepentido
- 2022: Santa Evita

### Filme
- 1998: Un Argentino en New York
- 2003: Cleopatra
- 2004: La guerra de los gimnasios
- 2005: Las vidas posibles
- 2007: La Peli
- 2008: Rehén de ilusiones
- 2010: Miss Tacuarembó
- 2013: Wakolda
- 2018: Re Loca
- 2021: La noche mágica
- 2022: Hoy se arregla el mundo

## Auszeichnungen für Musikverkäufe
| Goldene Schallplatte - Argentinien - 2000: für das Album Tu Veneno Platin-Schallplatte - Argentinien - 1999: für das Album Natalia Oreiro - Polen - 2000: für das Album Natalia Oreiro - Ungarn - 2000: für das Album Natalia Oreiro - 2001: für das Album Tu Veneno |

| Land/RegionAuszeichnungen für Musikverkäufe (Land/Region, Auszeichnungen, Verkäufe, Quellen) | Gold  | Platin     | Verkäufe | Quellen         |
| -------------------------------------------------------------------------------------------- | ----- | ---------- | -------- | --------------- |
| Argentinien (CAPIF)                                                                          | Gold1 | Platin1    | 90.000   | capif.org.ar    |
| Polen (ZPAV)                                                                                 | —     | Platin1    | 100.000  | olis.pl         |
| Ungarn (MAHASZ)                                                                              | —     | 2× Platin2 | 100.000  | slagerlistak.hu |
| Insgesamt                                                                                    | Gold1 | 4× Platin4 |          |                 |